# Токтарсола
Токтарсо́ла (рос. Токтарсола, марій. Токтарсола) — присілок у складі Новотор'яльського району Марій Ел, Росія. Входить до складу Старотор'яльського сільського поселення.

## Населення
Населення — 362 особи (2010; 416 у 2002).
Національний склад (станом на 2002 рік):
- марі — 93 %